# Rắn mắt hồng ngọc
Rắn mắt hồng ngọc (danh pháp: Cryptelytrops rubeus) là một loài rắn ở Đông Nam Á. Cryptelytrops rubeus gần đây đã được phát hiện khu vực xung quanh Thành phố Hồ Chí Minh, ở các đồi thấp phía nam Việt Nam, ở cao nguyên Lang Biang và đông Campuchia bởi các nhà nghiên cứu tại Đại học Bangor. Rắn Cryptelytrops rubeus thường xuất hiện gần các con suối và món ăn ưa thích của chúng là ếch.